# ОКБ Зірка
ОКБ «Зірка» (рос. ОКБ «Звезда»)—  дослідно-конструкторське бюро головного підприємства корпорації «Тактичне ракетне озброєння».
Дослідно-конструкторське бюро заводу № 455 — Калінінградського машинобудівного заводу «Стріла» (Московська область, нині мікрорайон Костіно міста Корольов), було створено 26 липня 1966 року наказом директора заводу № 455 на базі КБ заводу, відповідно до наказу міністра авіаційної промисловості СРСР від 12 березня 1966 року.
Основною метою створення ОКБ було вирішення завдання розробки перших радянських керованих ракет класу «повітря-земля».
Пізніше ОКБ № 455 було перейменовано в ОКБ «Зірка».
ОКБ «Зірка» пізніше було перетворено на ФГУП ДНВЦ «Зірка-Стріла», а в 2002 році  — в ОАО «Корпорація „Тактичне ракетне озброєння“».